# Pseudosmilax

Pseudosmilax  es un género de plantas con flores perteneciente a la familia Smilacaceae. Comprende dos especies.

## Especies seleccionadas
- Pseudosmilax hogoensis
- Pseudosmilax seisuensis